# Riu Tanana
|  | Per a altres significats sobre Tanana, vegeu «Tanana (desambiguació)». |

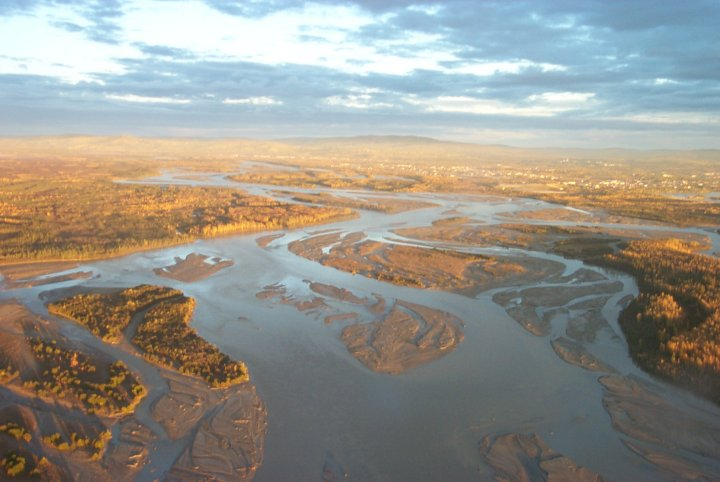
El riu Tanana pels voltants de Fairbanks

El riu Tanana (en anglès Tanana River) és un afluent del riu Yukon que discorre íntegrament per Alaska (Estats Units). El mot Tanana significa riu de muntanya en atapascà.
El seu naixement es troba al vessant nord de les muntanyes Wrangell, al sud-est d'Alaska. El riu pren la direcció nord-est per després tornar cap al nord-oest fins a tocar de la frontera entre Alaska i el Yukon (Canadà). El riu segueix pel nord de la serralada d'Alaska, més o menys paral·lel a l'Alaska Highway. Després de travessar el centre d'Alaska el Tanana rep els principals afluents: el Nenana i el Kantishna. En aquesta zona el riu passa pel sud de Fairbanks i travessa Ester. La seva confluència amb el Yukon es troba a uns 110 km aigües avall de la vila de Manley Hot Springs, prop de la ciutat de Tanana.
L'assentament humà a la conca del Yukon, inclosa la conca hidrogràfica de Tanana, va començar fa més de 12.000 anys. Diversos jaciments han donat evidències d'ocupació per part de pobles paleoàrtics. Entre els residents posteriors hi ha gent de la tribu Tanana, que ha estat present a la regió durant 1.200 anys.
L'estiu de 1885 el tinent Henry Tureman Allen, de l'exèrcit dels Estats Units, va emprendre la primera exploració documentada del riu Tanana. El 1883 el tinent Frederick Schwatka havien entrat a la conca del Yukon des del Canadà, per arribar fins a la desembocadura del Yukon.

## Principals afluents
| - Chisana - Nabesna - Kalutna - Tok - Robertson - Johnson - Little Gerstle - Healy - Volkmar - Gerstle | - Clearwater Creek - Goodpaster - Delta - Delta Creek - Little Delta - Salcha - Little Salcha - Chena - Wood River - Tatlanika | - Nenana - Teklanika - Seventeen Mile Slough - Tolovana - Kantishna - Zitziana - Cosna - Chitanana |